# Caroline de Brunswick
Pour les articles homonymes, voir Caroline.
Titres
Reine consort du Royaume-Uni et de Hanovre
29 janvier 1820 – 7 août 1821
(1 an, 6 mois et 9 jours)
Héritière consort du trône britannique
8 avril 1795 – 29 janvier 1820
Signature
Caroline de Brunswick (en allemand : Caroline Amalie Elisabeth von Braunschweig-Wolfenbüttel), née le 17 mai 1768 à Brunswick et morte le 7 août 1821 à Hammersmith à Londres, est reine du Royaume-Uni et du Hanovre de 1820 à 1821 en tant qu'épouse de George IV.

## Famille
Caroline est la fille de Charles-Guillaume, duc de Brunswick-Wolfenbüttel (1735-1806), et d'Augusta de Hanovre (1737-1806). Elle est l'arrière-petite-fille de George II par sa mère. Elle est connue dans sa jeunesse par le titre de courtoisie de « duchesse de Brunswick-Wolfenbüttel ».

## Biographie

### Jeunesse et éducation
Elle est élevée dans une situation familiale difficile en raison de la liaison de son père avec la baronne Luise von Hertefeld, qu'il installe comme sa maîtresse officielle en 1777. Elle est éduquée par des gouvernantes, dont la comtesse Eleonore von Münster de 1783 à 1791, qui gagne son affection. Caroline peut comprendre l'anglais et le français, mais son père admet qu'elle manque d'éducation, à l'exception de la musique. 

### Princesse de Galles

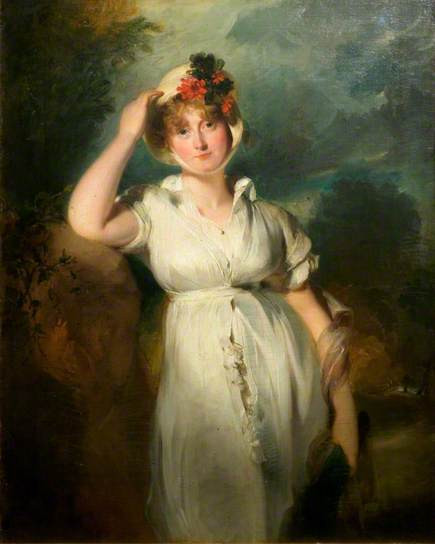
Portrait en 1798 par Thomas Lawrence (Victoria and Albert Museum).

En 1795, elle épouse son cousin Georges-Frédéric Auguste de Hanovre (futur Georges IV d'Angleterre), alors prince de Galles. Elle a de cette union, l'année suivante, la princesse Charlotte de Galles.
Peu après la célébration du mariage, les deux époux se séparent d'un commun accord. La conduite anticonformiste de Caroline après cette séparation donne lieu à de graves soupçons et par suite à des débats scandaleux.
Sir Thomas Lawrence (1769-1830) peint trois portraits d'elle. Celui peint en 1798 et conservé au Victoria and Albert Museum a été réalisé deux ans après la séparation avec son mari.
Pour pouvoir rompre son mariage, ne craignant pas de jeter l'opprobre sur la maison royale de Grande-Bretagne et de Hanovre, Georges IV l'accuse d'adultère en 1820, ce qui déclenche une enquête du parlement britannique. Même si elle jouit d'une plus grande popularité que son mari, à l'issue de l'enquête et devant des menaces de destitution, elle accepte de renoncer à son titre à la condition de recevoir une rente annuelle de 50 000 £ sans condition.
Lorsqu'il monte sur le trône, en 1820, Georges IV ne permet pas qu'elle partage son titre ni qu'elle assiste au couronnement qui a lieu l'année suivante. Elle meurt peu après ce dernier affront.
Elle est inhumée dans l'église Saint-Blaise de Brunswick.